# 柱四 (毕宿)
柱四，即御夫座υ（υ Aur, υ Aurigae）是一颗位于御夫座的恒星，距离地球约475光年。
柱四是一颗M-型红巨星，视星等为+4.72。